# Football Club Nouadhibou
Il Football Club Nouadhibou, noto semplicemente come Nouadhibou, è una società calcistica mauritana di Nouadhibou. Milita nella Première Division, la massima serie del campionato mauritano di calcio.
Fondato nel 1999, è il club calcistico più titolato del paese, avendo vinto 11 campionati mauritani, 4 Coppe di Mauritania, 4 Coppe di Lega mauritane e 3 Supercoppe di Mauritania.
Gioca le partite in casa allo stadio municipale di Nouadhibou (10 300 posti).

## Storia
Il Football Club Nouadhibou fu fondato nel 1999 da un gruppo di giovani guidati da Ahmed Yahya Ould Abderrahmane, che divenne il primo presidente del club e poi presidente della Federazione calcistica della Mauritania (FMF).
Prima della creazione del club, alla fine del XX secolo esisteva un altro club chiamato Imraguens de Nouadhibou, con cui il Nouadhibou non ha alcun legame (l'ASC Imraguens che ha sede ad Atar, in un'altra regione). Il club ha partecipato alcune volte al campionato dell'Unione calcistica dell'Africa occidentale, riservato ai club della West Africa Football Union.
Nel 2004 il Nouadhibou, sconfiggendo per 1-0 l'ASC Ksar, vinse per la prima volta la coppa nazionale.
La apparizione del club in una competizione continentale risale al 2003, quando giocò il turno preliminare di AFC Champions League e fu eliminato dall'AS Niamey per la regola dei gol fuori casa (2-2 tra andata e ritorno). 
Il Nouadhibou ha stabilito il record mauritano di titoli vinti consecutivamente, con sei vittorie dal 2018 al 2023.

## Palmarès
- Campionato mauritano: 13

2001, 2002, 2011, 2013, 2014, 2017-2018, 2018-2019, 2019-2020, 2020-2021, 2021-2022, 2022-2023, 2023-2024, 2024-25
- Coppa di Mauritania: 4

2004, 2008, 2017, 2018
- Coppa di Lega mauritana: 2

2014, 2019
- Supercoppa di Mauritania: 3

2011, 2013, 2018